# Amphineurus (Amphineurus) tumidus
Amphineurus (Amphineurus) tumidus is een tweevleugelige uit de familie steltmuggen (Limoniidae). De soort komt voor in het Australaziatisch gebied.